# Mesosa nigrosignata
Mesosa nigrosignata är en skalbaggsart som beskrevs av Stefan von Breuning 1939. Mesosa nigrosignata ingår i släktet Mesosa och familjen långhorningar. Inga underarter finns listade i Catalogue of Life.